# Inpu Mon In no Daifu
Inpu Mon In no Daifu (殷富門院大輔?   ¿1130? - ¿1200?) fue una poetisa y cortesana japonesa que vivió en las postrimerías de la era Heian y comienzos de la era Kamakura. Su padre fue Fujiwara no Nobunari y su madre fue la hija de Sugawara no Ariyoshi. Sirvió a la Princesa Imperial Ryōshi de Inpu Mon In, hija del Emperador Go-Shirakawa.
Fue entrenada en la poesía waka por el monje Shun'e, y tuvo como compañeros de poesía a Fujiwara no Sadaie, al monje Jakuren, al monje Saigyō y a Minamoto no Yorimasa, entre otros. 
Algunos de sus poemas fueron incluidos en la antología Senzai Wakashū, y coleccionó personalmente sus poemas en el Inpu Mon In no Daifu-shū (殷富門院大輔集?). Está incluida en la lista antológica de las treinta y seis mujeres inmortales de la poesía, y en la lista del Hyakunin Isshu.